# فلورنسا باركر (ممثلة)
فلورنسا باركر (بالإنجليزية: Florence Barker)‏ (22 نوفمبر 1891 - 15 فبراير 1913)، ممثلة سينمائية أمريكية في عصر السينما الصامته بدأت مشوارها المهني عام 1905 واعتزلت التمثيل عام 1912 بسبب مرض الالتهاب الرئوي توفيت في 15 فبراير 1913 بعد معاناة مع مرض الالتهاب الرئوي عن عمر يناهر 21 سنة .

## روابط خارجية
- فلورنسا باركر على موقع IMDb (الإنجليزية)
- فلورنسا باركر على موقع أول موفي (الإنجليزية)
- فلورنسا باركر على موقع قاعدة بيانات الفيلم (الإنجليزية)
- فلورنسا باركر على موقع كينوبويسك (الروسية)